# 裏山遺跡
座標: 北緯37度08分12.2秒 東経138度12分49.8秒 / 北緯37.136722度 東経138.213833度

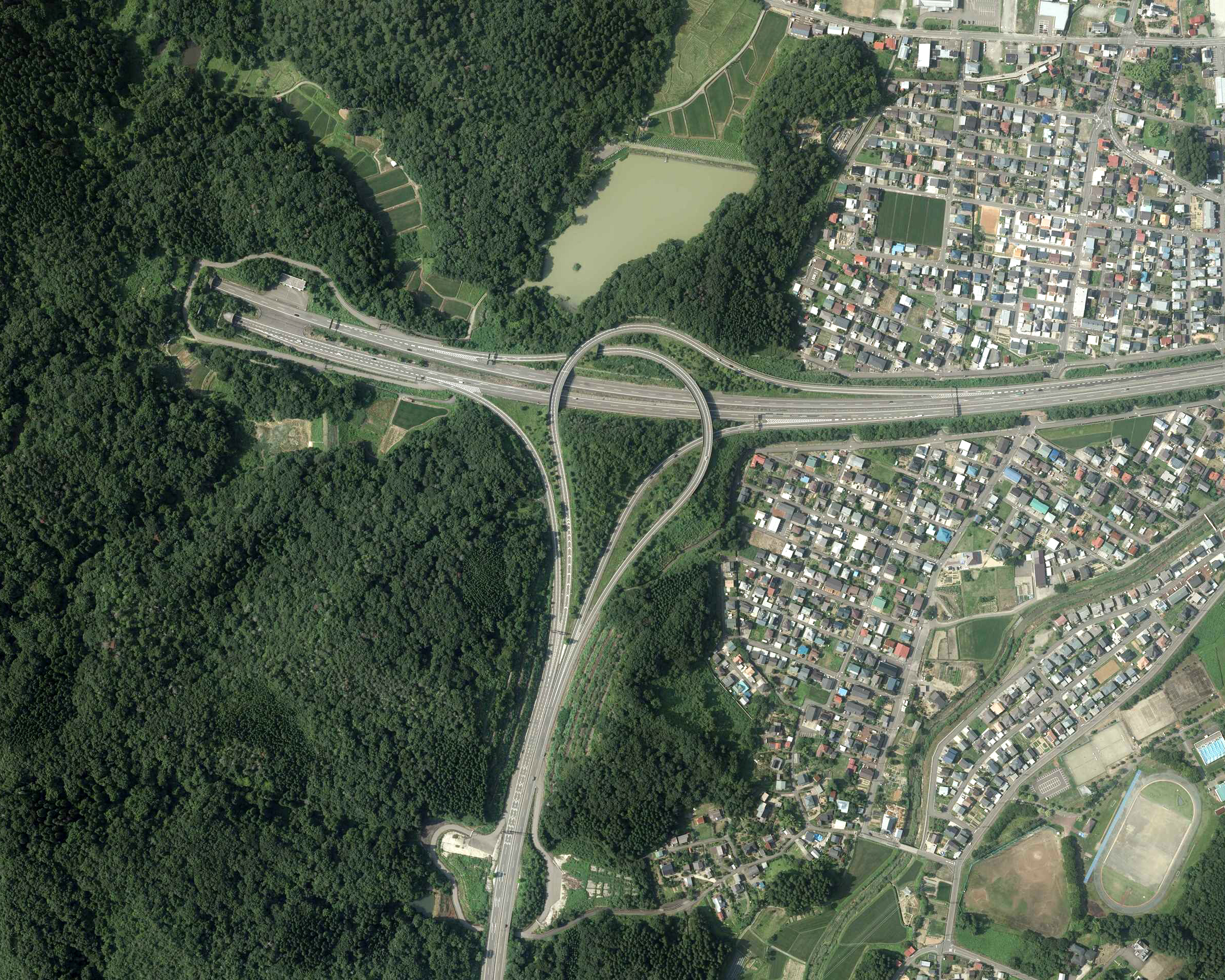
上越ジャンクション周辺の空中写真。かつての裏山遺跡は、写真下部へ向かう上信越自動車道によって開削された丘陵上に存在した。

裏山遺跡（うらやまいせき）は、かつて新潟県上越市の北陸自動車道と上信越自動車道を接続する上越ジャンクション南側に所在した弥生時代から中世にかけての複合遺跡で、特に弥生時代の高地性集落として知られる遺跡である。出土遺物102点が新潟県指定有形文化財に指定されている。

## 概要
裏山遺跡は、戦国時代の武将・上杉謙信の居城春日山城から東南にのびる丘陵末端の、「主丘」と呼ばれる標高92メートルの尾根上に位置する。ここは日本海を望み高田平野全体を見渡すことができる立地である。当遺跡は高地性集落が発見された県内最初の遺跡であり、また北陸では数少ない環濠集落でもある。
遺構は尾根（主丘）とその周辺の約2000平方メートルの平坦地にあり、8軒の竪穴建物跡と3条の環濠が検出されている。高田平野を望む北端の斜面にせり出すように竪穴建物が並んでおり、南側には大きな広場と3条の環濠を持つ。出土した弥生土器は弥生後期のものが大半を占めており、短期間に営まれた遺跡であることがわかる。また、土器以外の出土遺物として環状石斧や石剣、投弾を思わせる多数の礫など、戦いを想起させるものが多数発見されている。このことから、弥生時代後期の倭国大乱に関係する防御的な高地性集落と考えられている。
なお北陸地方では、裏山遺跡以外には石川県の杉谷チャノバタケ遺跡で弥生時代後期の高地性環濠集落が発見されている。
このほか、古代（奈良・平安時代）の竪穴建物1軒や、礫石経（経石）を積んだ中世の経塚3基が検出された。

## 保存の経緯
1996年（平成8年）8月に遺跡が公開され保存運動が始まり「裏山遺跡を守る会」が結成された。現地説明会やシンポジウムなども行われ、当時の市長が文化庁に国史跡指定を打診していた。しかし、1997年（平成9年）に市長と道路公団が保存を断念し、工事を再開した。現在遺跡そのものは消滅している。

## 文化財
出土した遺物は上越市埋蔵文化財センターに保管され、内102点が2012年（平成24年）3月27日に新潟県指定有形文化財に指定されている。